# Atletism la Jocurile Olimpice de vară din 2020 - Săritura în înălțime (masculin)
Proba masculină de săritură în înălțime de la Jocurile Olimpice de vară din 2020 a avut loc în perioada 30 iulie–1 august 2021 pe Stadionul Național al Japoniei.

## Recorduri
Înaintea acestei competiții, recordurile mondiale și olimpice erau următoarele:
| Record           | Atlet                  | Rezultat | Loc                             | Data          |
| ---------------- | ---------------------- | -------- | ------------------------------- | ------------- |
| Recordul mondial | Javier Sotomayor (CUB) | 2,45 m   | Salamanca, Spania               | 27 iulie 1993 |
| Recordul olimpic | Charles Austin (USA)   | 2,39 m   | Atlanta, Georgia, Statele Unite | 28 iulie 1996 |

## Program
Orele sunt ora Japoniei (UTC+9) 
| Data                    | Oră   | Etapă      |
| ----------------------- | ----- | ---------- |
| Vineri, 30 iulie 2021   | 9:00  | Calificări |
| Duminică, 1 august 2021 | 19:00 | Finala     |

## Rezultate

### Calificări
Reguli de calificare în finală: se califică în finală orice sportiv care sare la înălțimea de 2,30m (C) sau cele mai bune 12 rezultate (c).
| Loc | Grupă | Atlet              | Țară                       | 2,17 | 2,21 | 2,25 | 2,28 | Înălțime | Note  |
| --- | ----- | ------------------ | -------------------------- | ---- | ---- | ---- | ---- | -------- | ----- |
| 1   | B     | Mikhail Akimenko   | COR                        | o    | o    | o    | o    | 2,28     | c     |
| 1   | A     | Mutaz Essa Barshim | Qatar                      | –    | o    | o    | o    | 2,28     | c     |
| 1   | A     | Django Lovett      | Canada                     | o    | o    | o    | o    | 2,28     | c     |
| 4   | B     | JuVaughn Harrison  | Statele Unite ale Americii | o    | o    | xo   | o    | 2,28     | c     |
| 4   | A     | Hamish Kerr        | Noua Zeelandă              | o    | o    | xo   | o    | 2,28     | c     |
| 4   | B     | Brandon Starc      | Australia                  | o    | o    | xo   | o    | 2,28     | c     |
| 4   | B     | Naoto Tobe         | Japonia                    | o    | xo   | o    | o    | 2,28     | c     |
| 8   | A     | Shelby McEwen      | Statele Unite ale Americii | xo   | xxo  | o    | o    | 2,28     | c     |
| 9   | A     | Gianmarco Tamberi  | Italia                     | o    | o    | o    | xo   | 2,28     | c     |
| 9   | B     | Woo Sang-hyeok     | Coreea de Sud              | o    | o    | o    | xo   | 2,28     | c     |
| 11  | A     | Ilya Ivanyuk       | COR                        | o    | o    | xo   | xo   | 2,28     | c     |
| 12  | B     | Maksim Nedasekau   | Belarus                    | o    | o    | xxo  | xo   | 2,28     | c     |
| 13  | A     | Tom Gale           | Marea Britanie             | o    | o    | xo   | xxo  | 2,28     | c, SB |
| 14  | B     | Michael Mason      | Canada                     | o    | o    | o    | xxx  | 2,25     |       |
| 14  | A     | Dzmitry Nabokau    | Belarus                    | o    | o    | o    | xxx  | 2,25     |       |
| 14  | A     | Andrii Proțenko    | Ucraina                    | o    | o    | o    | xxx  | 2,25     |       |
| 17  | A     | Takashi Eto        | Japonia                    | o    | o    | xxx  | N/A  | 2,21     |       |
| 17  | A     | Wang Yu            | China                      | o    | o    | xxx  | N/A  | 2,21     |       |
| 19  | B     | Majd Eddin Ghazal  | Siria                      | xo   | xo   | xxx  | N/A  | 2,21     | SB    |
| 19  | B     | Edgar Rivera       | Mexic                      | xo   | xo   | xxx  | N/A  | 2,21     |       |
| 21  | A     | Fernando Ferreira  | Brazilia                   | o    | xxo  | xxx  | N/A  | 2,21     |       |
| 21  | B     | Thiago Moura       | Brazilia                   | o    | xxo  | xxx  | N/A  | 2,21     |       |
| 23  | B     | Loïc Gasch         | Elveția                    | xo   | xxo  | xxx  | N/A  | 2,21     |       |
| 23  | B     | Mateusz Przybylko  | Germania                   | xo   | xxo  | xxx  | N/A  | 2,21     |       |
| 25  | A     | Donald Thomas      | Bahamas                    | xxo  | xxo  | xxx  | N/A  | 2,21     |       |
| 26  | A     | Adrijus Glebauskas | Lituania                   | o    | xxx  | N/A  | N/A  | 2,17     |       |
| 26  | B     | Tihomir Ivanov     | Bulgaria                   | o    | xxx  | N/A  | N/A  | 2,17     |       |
| 26  | B     | Stefano Sottile    | Italia                     | o    | xxr  | N/A  | N/A  | 2,17     |       |
| 26  | A     | Luis Enrique Zayas | Cuba                       | o    | xxx  | N/A  | N/A  | 2,17     |       |
| 30  | A     | Mathew Sawe        | Kenya                      | xo   | xxx  | N/A  | N/A  | 2,17     |       |
| 30  | B     | Darryl Sullivan    | Statele Unite ale Americii | xo   | xxx  | N/A  | N/A  | 2,17     |       |
| 32  | B     | Jamal Wilson       | Bahamas                    | xxo  | xxx  | N/A  | N/A  | 2,17     |       |
| –   | A     | Lee Hup Wei        | Malaezia                   | xxx  | N/A  | N/A  | N/A  | FR       |       |

### Finala
| Loc | Atlet              | Țară                       | 2,19 | 2,24 | 2,27 | 2,30 | 2,33 | 2,35 | 2,37 | 2,39 | Înălțime | Note   |
| --- | ------------------ | -------------------------- | ---- | ---- | ---- | ---- | ---- | ---- | ---- | ---- | -------- | ------ |
| 1   | Gianmarco Tamberi  | Italia                     | o    | o    | o    | o    | o    | o    | o    | xxx  | 2,37     | SB     |
| 1   | Mutaz Essa Barshim | Qatar                      | -    | o    | o    | o    | o    | o    | o    | xxx  | 2,37     | SB     |
| 3   | Maksim Nedasekau   | Belarus                    | xo   | o    | o    | o    | o    | x-   | o    | xxx  | 2,37     | =RN    |
| 4   | Woo Sang-hyeok     | Coreea de Sud              | o    | o    | o    | o    | xo   | o    | x-   | xx   | 2,35     | PB, RN |
| 5   | Brandon Starc      | Australia                  | o    | o    | o    | o    | xxo  | o    | x-   | xx   | 2,35     | SB     |
| 6   | Mikhail Akimenko   | COR                        | o    | o    | o    | xo   | xo   | xx-  | x    |      | 2,33     | =SB    |
| 7   | JuVaughn Harrison  | Statele Unite ale Americii | o    | o    | xxo  | xo   | xo   | –    | x-   | xx   | 2,33     |        |
| 8   | Django Lovett      | Canada                     | o    | o    | o    | o    | xxx  |      |      |      | 2,30     |        |
| 9   | Ilya Ivanyuk       | COR                        | o    | o    | o    | xo   | xxx  |      |      |      | 2,30     |        |
| 10  | Hamish Kerr        | Noua Zeelandă              | o    | o    | xxo  | xxo  | xxx  |      |      |      | 2,30     |        |
| 11  | Tom Gale           | Marea Britanie             | o    | o    | o    | xxx  |      |      |      |      | 2,27     |        |
| 12  | Shelby McEwen      | Statele Unite ale Americii | o    | xxo  | o    | xxx  |      |      |      |      | 2,27     |        |
| 13  | Naoto Tobe         | Japonia                    | xo   | o    | xxx  |      |      |      |      |      | 2,24     |        |